# Scissiparité
 (octobre 2024).
Si vous disposez d'ouvrages ou d'articles de référence ou si vous connaissez des sites web de qualité traitant du thème abordé ici, merci de compléter l'article en donnant les références utiles à sa vérifiabilité et en les liant à la section « Notes et références ».

Animation d'une division binaire totale.

La scissiparité (du latin scindo (« scinder, diviser »)), appelée aussi fissiparité (du latin fissus (« fendu »)) ou  bipartition, est la séparation d'un individu pour donner deux clones. Ces termes désignent en fait deux mécanismes de reproduction distincts selon qu'il s'agit d'organismes :
- unicellulaires (procaryotes ou protistes) ;
- ou pluricellulaires (métazoaires).

## Les organismes unicellulaires
La reproduction par scissiparité ou division binaire est un mode de multiplication asexué qui se réalise simplement par division de l'organisme.

### Les procaryotes
On parle de scissiparité bien qu'il s'agisse d'une simple division en deux de l'individu produisant un organisme fille identique à l'organisme mère, donc deux clones génétiquement et morphologiquement identiques.
Cas des bactéries (par exemple, les Rickettsia) et Pyrodictium abyssi, un archée anaérobie thermophile marin.

### Les eucaryotes unicellulaires (protistes)
- Entamoeba histolytica (un protiste qui est un parasite intestinal de l'Homme)
- Schizosaccharomyces pombe, (une levure)

### Cas particulier des organites
Les peroxysomes (compartiments métaboliques intervenant dans la décomposition des lipides, et produisant du peroxyde d'hydrogène H2O2, extrêmement toxique) et les mitochondries (organites impliqués dans la respiration cellulaire) présents dans les cellules se multiplient également par scissiparité.

Étapes de la division binaire

## Les organismes pluricellulaires
Chez les Annélides, on observe trois cas de scissiparité : 
- la scissiparité simple,
- l'architomie,
- la paratomie[1].

Chez les polypes des cnidaires, on observe la frustulation.

### La scissiparité simple
Elle consiste en la régénération de l'individu, après qu'il s'est scindé en deux, mais sans régénération de la tête possible (par exemple Syllis spongicolla). 
La partie de l'animal scindée contenant la tête (partie antérieure) régénère la totalité de l'animal. La partie postérieure ne régénère pas de tête.

### L'architomie
L'architomie consiste en la régénération des parties manquantes de l'individu, après qu'il s'est scindé (par exemple Syllis gracilis). 
Contrairement à la scissiparité simple, ici les deux parties scindées génèrent la totalité de l'animal, on obtient deux individus identiques.

### La paratomie
La paratomie consiste en la régénération de la tête de l'individu avant qu'il se scinde en deux (par exemple Syllis amica). On obtient un animal contenant deux têtes puis qui se divise ultérieurement pour donner à nouveau deux individus identiques.